# Bishop River Park
Bishop River Park är en park i Kanada.   Den ligger i provinsen British Columbia, i den sydvästra delen av landet, 3 600 km väster om huvudstaden Ottawa. Bishop River Park ligger 1 195 meter över havet.
Terrängen runt Bishop River Park är huvudsakligen bergig. Bishop River Park ligger nere i en dal. Trakten runt Bishop River Park är nära nog obefolkad, med mindre än två invånare per kvadratkilometer.. Det finns inga samhällen i närheten. 
I omgivningarna runt Bishop River Park växer i huvudsak barrskog.